# Akron, Ohio
Thành phố Akron là thành phố quận lỵ của Quận Summit trong tiểu bang Ohio của Hoa Kỳ. Thành phố này nằm giữa Cleveland về phía bắc và Canton về phía nam. Nó nằm về phía đông bắc Ohio trên sông Cuyahoga, xấp xỉ 60 dặm (100 km) phía tây của biên giới Pennsylvania.
Nó được thành lập vào năm 1825 gần Ohio & Erie Canal, và trở thành một trung tâm sản xuất nhờ vào vị trí nằm ở một bậc thang của các âu tàu. Các âu tàu là do độ cao của khu vực này, cũng là nguồn gốc của cái tên "Summit County" (Quận trên Đỉnh) cũng như "Akron", là dịch thoát của từ "summit" sang tiếng Hy Lạp (Stewart, pg. 233). Sau khi các ngành công nghiệp nặng suy giảm, công nghiệp của thành phố đã đa dạng hóa vào nghiên cứu, tài chính, và các ngành công nghệ cao khác.
Sân bay khu vực Akron-Canton là một trong nhiều địa điểm gần thành phố được đặt tên bởi cả hai thành phố. Trong khi U.S. Census Bureau vẫn đếm hai khu đô thị này là 2 thành phố riêng biệt, nếu gộp lại, tổng dân số của khu vực Akron-Canton là 1.101.894 người.
Hội những người nghiện rượu được thành lập tại Akron vào năm 1935. Thành phố này là nơi tọa lạc của Đại học Akron, Akron Aeros Double A thuộc Cleveland Indians, và Câu lạc bộ Firestone Country, địa điểm của giải golf PGA TOUR mời bởi Bridgestone hàng năm.

## Lịch sử

### Những năm kênh đào
Đa phần sự phát triển ban đầu của Akron là do địa điểm nằm trên "đỉnh" của 
kênh đào Ohio và Erie (do vậy mới có cái tên "Quận trên đỉnh") mà trong quá khứ từng nối hồ Erie và sông Ohio.
Akron bắt đầu từ một ngôi làng nhỏ chia đôi giữa St. Lawrence và Mississippi. Ngôi làng này là một khối vuông khoảng 43 dãy nhà với ngã tư chính tại đường Exchange và
đường Main và phía bắc giới hạn bởi 1 dãy vượt qua khỏi đường State. Nó được đặt tên lại là Nam Akron khi Cascade, ngôi làng giáp phía bắc của đường State và giữa đường
Market và đường Howard, đổi tên thành Bắc Akron.
Nam Akron được xây để phục vụ những người dân sử dụng kênh đào Ohio. Bắc Akron
phát triển xung quanh một công trình xây dựng với mục đích ban đầu là làm tăng sức cung cấp nước cho các ngành công nghiệp. Vào năm 1836 các ngôi làng được nối lại với nhau. Sự hoàn thành của kênh đào cắt ngang dọc theo đường Main vào năm 1839 bắt
đầu cùng với sự đi lên của Akron về tầm quan trọng của nó trong công nghiệp. Than,
một đường rầy xe lửa chính, và sự tăng trưởng sản xuất từ thời Nội Chiến, đã mang lại
thêm động lực cho thành phố—dân số của nó tăng từ 3 500 đến 10 000 trong khoảng 1860 và 1870.
Bởi vì các trở ngại về địa hình—đồi dốc cao trên đường West Market, Thung lũng Little Cuyahoga, và vùng đầm lầy phía nam thành phố - Akron phát triển về phía đông.
Điều này đã khuyến khích việc sáp nhập với Spicertown, giữa Spicer và Exchange, và sau đó là Middlebury, nằm giữa vùng nơi mà khu vực thương mại của đường Arlington và Market bây giờ tọa lạc.

### Thành phố cao su

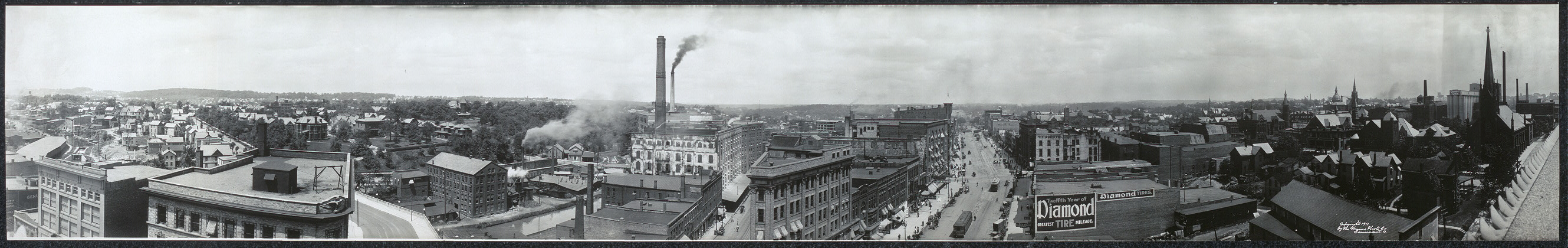
Panorama of Akron, Ohio in 1911

Lịch sử của Akron và lịch sử của công nghiệp cao su liên hệ mật thiết với nhau. Công nghiệp cao su đã biến Akron từ một thành phố kênh đào nhỏ thành một thành phố phát triển. Sự ra đời của ngành công nghiệp cao su bắt đầu vào những năm 1800, rất lâu trước khi nước Mỹ bắt đầu yêu chuộng xe hơi. Akron được thành lập như là một làng vào năm 1835, và trở thành một thành phố vào năm 1865. Vào năm 1869, B.F. Goodrich bắt đầu công ty cao su đầu tiên thiết lập ở Akron. Vào năm 1915, diện tích của khu vực đã tăng từ 7.254 acres (29.38 km²) đến 16.120 acres (65.29 km²). Dân số tăng xấp xỉ 200% từ 69.067 vào năm 1910 đến 208.435 vào năm 1920. General Tire được thành lập vào năm 1915, và các cửa hàng của O'Neil đã trở thành một mặt của khung cảnh Akron.
Vào những năm 1970 và 1980 công nghiệp cao su đã suy giảm nhiều bởi nhiều cuộc đình công và các nhà máy đóng cửa đã đấm thêm một cú vào ngành công nghiệp. Trong vòng 10 năm số người làm việc trong ngành cao su bị cắt giảm đi một nửa. Cho đến đầu những năm 1990 tất cả các công ty cao su ngoại trừ Goodyear đã dời tổng hành dinh ra khỏi Akron.

## Địa hình và khí hậu
Theo Cục Thống kê Hoa Kỳ, thành phố có tổng diện tích 161.6 km² (62.4 mi²). 160.8 km² (62.1 mi²) là đất và 0.9 km² (0.3 mi²) (chiếm 0.54%) là nước.
Akron có khí hậu lục địa ẩm, với mùa đông lạnh hay thay đổi, mùa xuân ướt mát, mùa hè ấm (đôi lúc nóng) và ẩm, và mùa thu khô mát. Lượng mưa phân bố khá đều trong suốt năm, nhưng mùa hè có vẻ có nhiều mưa nhất (và cũng là có nhiều ánh nắng nhất), và mùa thu là ít nhất. Những tháng giữa mùa thu đến đầu xuân khá nhiều mây, đôi lúc số ngày nắng ít hơn 30%. Tháng nhiều mây nhất là tháng 12, và tháng nhiền nắng nhất thường là tháng 7, và cũng hơi nghịch lý, là tháng ẩm ướt nhất.
Mùa đông thường lạnh, với nhiệt độ trung bình vào tháng 1 là khoảng 32 °F (0 °C), và nhiệt độ thấp nhất (lấy trung bình nhiều năm) vào tháng 1 là 17 °F (-8 °C), với khá nhiều biến thiên về nhiệt độ. Trong một tháng Giêng thông thường, các giá trị nhiệt độ cao trên 50 °F (10 °C) cũng phổ biến như là các giá trị dưới 0 °F (-18 °C). Tuyết rơi nhẹ hơn ở các khu vực vành đai tuyết về phía bắc, nhưng vẫn ít nhiều bị ảnh hưởng bởi hồ Erie, thông thường trung bình khoảng 47.1 inches (118.7 cm) mỗi mùa đông. Trong suốt một mùa đông thông thường, nhiệt độ xuống dưới 0 °F (-18 °C) vào khoảng 6 lần, thông thường là chỉ vào những giờ ban đêm.
Các mùa hè thường ấm, đôi khi nóng, với nhiệt độ trung bình vào tháng 7 cao đến 83 °F (28 °C), và xuống thấp đến 62 °F (17 °C). Thời tiết mùa hè ổn định hơn, thường là ẩm hơn với giông bão là khá phổ biến. Nhiệt độ đạt được hoặc vượt quá 90 °F (32 °C) khoảng 7 lần mỗi mùa hè, lấy trung bình. Trong các mùa hè nóng, như là 1988, tuy nhiên, có đến 30 ngày trên 90 °F (32 °C) đã được quan sát, và trong các mùa hè mát hơn, như là mùa hè năm 2000, nhiệt độ không bao giờ đạt đến 90 °F (32 °C). Nhiệt độ trên 100 °F (38 °C) là khá hiếm (trung bình khoảng 1 lần trong 1 thập kỉ), gần đây nhất là vài lần vào mùa hè nóng năm 1988.
Kỷ lục về nhiệt độ cao nhất ở Akron là 104 °F (40 °C) được ghi lại vào 6 tháng 8, năm 1918, và nhiệt độ thấp nhất là −25 °F (−32 °C) xảy ra vào 19 tháng 1 năm 1994.
| Nhiệt độ bình thường hàng tháng cao và thấp                                      |      |      |      |      |      |      |      |      |      |      |      |      |
| Tháng                                                                            | 1    | 2    | 3    | 4    | 5    | 6    | 7    | 8    | 9    | 10   | 11   | 12   |
| Cao kỷ lục °F                                                                    | 70   | 72   | 81   | 88   | 93   | 100  | 101  | 98   | 99   | 86   | 80   | 76   |
| Cao bình thường °F                                                               | 32,9 | 36,8 | 47,5 | 59   | 69,8 | 78,2 | 82,3 | 80,3 | 72,8 | 61,1 | 48,7 | 37,7 |
| Thấp bình thường °F                                                              | 17,4 | 19,8 | 27,9 | 37,1 | 47,8 | 56,8 | 61,3 | 60,2 | 53,1 | 42,1 | 33,4 | 23,6 |
| Thấp kỷ lục °F                                                                   | -25  | -13  | -3   | 10   | 24   | 32   | 43   | 41   | 32   | 20   | -1   | -16  |
| Lượng mưa (in)                                                                   | 2,49 | 2,28 | 3,15 | 3,39 | 3,96 | 3,55 | 4,02 | 3,65 | 3,43 | 2,53 | 3,04 | 2,98 |
| Source: USTravelWeather.com Lưu trữ ngày 29 tháng 9 năm 2007 tại Wayback Machine |      |      |      |      |      |      |      |      |      |      |      |      |

### Government and other public institutions
- City of Akron Lưu trữ ngày 29 tháng 4 năm 2011 tại Wayback Machine
- Akron Public Schools
- Akron-Summit County Public Library Lưu trữ ngày 25 tháng 6 năm 2007 tại Wayback Machine
- Akron Zoo Information Lưu trữ ngày 13 tháng 5 năm 2007 tại Wayback Machine

### Organizations
- Akron Watch Lưu trữ ngày 14 tháng 8 năm 2011 tại Wayback Machine
- Downtown Akron Partnership
- Akron/Summit County Convention and Visitors Bureau

### Health care
- Akron Children's Hospital
- Akron General Medical Center
- Summa Health System (operates Akron City Hospital)

### Online communities, forums, wikis
- SummitSpot ~ The one spot to go for Summit County, Ohio information!
- Akron Wiki[liên kết hỏng] - Akron's own City Wiki (released tháng 7 năm 2006)
- Akron.TV
- Cool People from Akron Lưu trữ ngày 21 tháng 8 năm 2007 tại Wayback Machine - Forums, Editorials, Galleries

### History and memorabilia
- History of Akron & Summit County
- Local History Collections held by the Special Collections Division of the Akron-Summit County Public Library Lưu trữ ngày 27 tháng 9 năm 2007 tại Wayback Machine

Bản mẫu:Summit County, Ohio